# Eustolia
Eustolia es una localidad argentina ubicada en el departamento Castellanos de la provincia de Santa Fe. Se encuentra sobre la ruta provincial 51, 4 km al oeste de la ruta provincial 13, y 60 km al sur de Rafaela.

## Población
Cuenta con 153 habitantes (Indec, 2010), lo que representa un descenso frente a los 200 habitantes (Indec, 2001) del censo anterior.
| Gráfica de evolución demográfica de Eustolia entre 1991 y 2010 |
|                                                                |
| Fuente: Censos nacionales del INDEC                            |